# Astrid an Huef
Astrid an Huef est une mathématicienne néo-zélandaise d'origine allemande, professeure à l'Université Victoria de Wellington. Ses intérêts de recherche incluent l'analyse fonctionnelle, les algèbres d'opérateurs et les systèmes dynamiques. Elle est présidente de la Société mathématique de Nouvelle-Zélande de 2016 à 2017.  

## Éducation et carrière
An Huef est née à Karlsruhe. Lorsqu'elle a 13 ans, sa famille s'installe en Nouvelle-Zélande où elle est inscrite à la Wellington High School, puis en Australie en 1985. Elle finit ses études secondaires à Toronto, dans les Nouvelle-Galles du Sud, puis obtient son diplôme en informatique et en mathématiques à l'université de Newcastle. Elle prépare un doctorat au Dartmouth College, à Hanover, et soutient en 1999 une thèse intitulée « Transformation-Group C*-Algebras With Bounded Trace », dirigée par Dana Peter Williams,.  
Elle enseigne à l'université de Denver, puis à l'université de Nouvelle-Galles du Sud à partir de 2000, avant d'être nommée professeure, titulaire de la chaire de mathématiques pures à l'Université d'Otago de 2008 à 2017. Elle coordonne la communauté Women in Mathematics de la Société mathématique de Nouvelle-Zélande. 
Elle est présidente de la Société mathématique de Nouvelle-Zélande de 2016 à 2017,.

## Travaux
Ses intérêts de recherche incluent l'analyse fonctionnelle, les algèbres d'opérateurs et les systèmes dynamiques. Elle a notamment travaillé sur les espaces localement de Hausdorff (en).

## Distinction
Astrid An Huef est élue membre de la Société royale de Nouvelle-Zélande en 2019.

## Publications
- Regularity of induced representations and a theorem of Quigg and Spielberg.
- Lisa Orloff Clark, Astrid an Huef et Iain Raeburn, « The equivalence relations of local homeomorphisms and Fell algebras », New York Journal of Mathematics, vol. 19,‎ 2013, p. 367–394 (MR 3084709, lire en ligne).